# سعد الشهری
سعد الشهری (انگلیسی: Saad Al-Shehri؛ زادهٔ ۹ ژانویهٔ ۱۹۸۰) بازیکن فوتبال اهل عربستان سعودی است.
از باشگاه‌هایی که در آن بازی کرده است می‌توان به باشگاه فوتبال الاتفاق اشاره کرد.
وی همچنین در تیم ملی فوتبال زیر ۲۰ سال عربستان سعودی بازی کرده است.